# Sandro Continenza
Alessandro Continenza, detto Sandro (Roma, 13 luglio 1920 – Roma, 21 novembre 1996), è stato uno sceneggiatore e autore televisivo italiano.

## Biografia
Esordì come sceneggiatore cinematografico nel 1949, collaborando al film Totò cerca casa di Steno e Mario Monicelli. Per Totò avrebbe scritto molte sceneggiature anche in seguito.
Nel corso della sua carriera nel cinema, durata fino ai primi anni ottanta, Alessandro Continenza contribuì alla sceneggiatura di centoquarantadue film per i principali registi italiani, tra i quali Alessandro Blasetti, Dino Risi, Lucio Fulci, Giorgio Simonelli e Mario Monicelli. Collaborò tra gli altri con Suso Cecchi D'Amico e Age & Scarpelli.
Fu uno degli autori televisivi che lavorarono per Raimondo Vianello, in pressoché tutte le sue realizzazioni (dal game show Zig Zag alla sitcom Casa Vianello).
Sua fu l'invenzione del termine: "maggiorata fisica".
Fu anche collaboratore di rotocalchi e settimanali satirici.

## Filmografia parziale

### Cinema
- Totò le Mokò, regia di Carlo Ludovico Bragaglia (1949)
- Totò cerca moglie, regia di Carlo Ludovico Bragaglia (1950)
- La vendetta di Aquila Nera, regia di Riccardo Freda (1951)
- Amo un assassino, regia di Baccio Bandini (1951)
- O.K. Nerone, regia di Mario Soldati (1951)
- Il sogno di Zorro, regia di Mario Soldati (1952)
- Altri tempi - Zibaldone n. 1, regia di Alessandro Blasetti (1952)
- Il bandolero stanco, regia di Fernando Cerchio (1952)
- Un turco napoletano, regia di Mario Mattoli (1953)
- Il più comico spettacolo del mondo, regia di Mario Mattoli (1953)
- Un giorno in pretura, regia di Steno (1953)
- Ci troviamo in galleria, regia di Mauro Bolognini (1953)
- Se vincessi cento milioni, regia di Carlo Campogalliani e Carlo Moscovini (1953)
- Allegro squadrone, regia di Paolo Moffa (1954)
- Amori di mezzo secolo, regia di Glauco Pellegrini, Mario Chiari, Pietro Germi, Roberto Rossellini e Antonio Pietrangeli (1954)
- Un americano a Roma, regia di Steno (1954)
- La bella mugnaia, regia di Mario Camerini (1955)
- Il falco d'oro, regia di Carlo Ludovico Bragaglia (1955)
- Piccola posta, regia di Steno (1955)
- Lo scapolo, regia di Antonio Pietrangeli (1955)
- Donne sole, regia di Vittorio Sala (1956)
- La fortuna di essere donna, regia di Alessandro Blasetti (1956)
- Mio figlio Nerone, regia di Steno (1956)
- I giorni più belli, regia di Mario Mattoli (1956)
- Donatella, regia di Mario Monicelli (1956)
- Totò, Peppino e la... malafemmina, regia di Camillo Mastrocinque (1956)
- Agguato a Tangeri, regia di Riccardo Freda (1957)
- Mariti in città, regia di Luigi Comencini (1957)
- Gli italiani sono matti, regia di Duilio Coletti e Luis María Delgado (1958)
- La ragazza di piazza San Pietro, regia di Piero Costa (1958)
- Carmela è una bambola, regia di Gianni Puccini (1958)
- Totò nella Luna, regia di Steno (1958)
- Guardia, ladro e cameriera, regia di Steno (1958)
- La nipote Sabella, regia di Giorgio Bianchi (1958)
- Pane, amore e Andalusia (Pan, amor y... Andalucía), regia di Javier Setó (1958)
- Il vedovo, regia di Dino Risi (1959)
- Tempi duri per i vampiri, regia di Steno (1959)
- Il mattatore, regia di Dino Risi (1960)
- Gli amori di Ercole, regia di Carlo Ludovico Bragaglia (1960)
- Letto a tre piazze, regia di Steno (1960)
- Mariti a congresso, regia di Luigi Filippo D'Amico (1961)
- Ercole al centro della Terra, regia di Mario Bava (1961)
- I due marescialli, regia di Sergio Corbucci (1961)
- Totò e Peppino divisi a Berlino, regia di Giorgio Bianchi (1962)
- Pastasciutta nel deserto, regia di Carlo Ludovico Bragaglia (1962)
- La marcia su Roma, regia di Dino Risi (1962)
- Gli invincibili sette, regia di Alberto De Martino (1963)
- Il giorno più corto, regia di Sergio Corbucci (1963)
- I cuori infranti, regia di Vittorio Caprioli e Gianni Puccini (1963)
- Gli eroi del West, regia di Steno (1963)
- Amore facile, regia di Gianni Puccini (1964)
- La rivolta dei sette, regia di Alberto De Martino (1964)
- Soldati e caporali, regia di Mario Amendola (1965)
- Agente 077 missione Bloody Mary, regia di Sergio Grieco (come Terence Hathaway) (1965)
- Agente 077 dall'Oriente con furore, regia di Sergio Grieco (come Terence Hathaway) (1965)
- Due mafiosi contro Goldginger, regia di Giorgio Simonelli (1965)
- Un mostro e mezzo, regia di Steno (1965)
- Letti sbagliati, regia di Steno (1965)
- 5.000 dollari sull'asso (Los pistoleros de Arizona), regia di Alfonso Balcázar (1965)
- Il rinnegato del deserto (Una ráfaga de plomo), regia di Paolo Heusch e Antonio Santillán (1965)
- Le piacevoli notti, regia di Armando Crispino e Luciano Lucignani (1966)
- 2 mafiosi contro Al Capone, regia di Giorgio Simonelli (1966)
- Sugar Colt, regia di Franco Giraldi (1966)
- Django spara per primo, regia di Alberto De Martino (1966)
- Colpo maestro al servizio di Sua Maestà britannica, regia di Michele Lupo (1967)
- L'assalto al centro nucleare, regia di Mario Caiano (1967)
- Troppo per vivere... poco per morire, regia di Michele Lupo (1967)
- Come rubammo la bomba atomica, regia di Lucio Fulci (1967)
- Ti ho sposato per allegria, regia di Luciano Salce (1967)
- Rapporto Fuller, base Stoccolma, regia di Sergio Grieco (1968)
- L'alibi, regia di Adolfo Celi, Vittorio Gassman e Luciano Lucignani (1969)
- Dove vai tutta nuda?, regia di Pasquale Festa Campanile (1969)
- L'uomo venuto da Chicago (Un condé), regia di Yves Boisset (1970)
- L'amante, regia di Claude Sautet (1970)
- L'iguana dalla lingua di fuoco, regia di Riccardo Freda (1971)
- Mazzabubù... Quante corna stanno quaggiù?, regia di Mariano Laurenti (1971)
- Sette scialli di seta gialla, regia di Sergio Pastore (1972)
- All'onorevole piacciono le donne, regia di Lucio Fulci (1972)
- Ettore lo fusto, regia di Enzo G. Castellari (1972)
- Beati i ricchi, regia di Salvatore Samperi (1972)
- La schiava io ce l'ho e tu no, regia di Giorgio Capitani (1973)
- Bella, ricca, lieve difetto fisico, cerca anima gemella, regia di Nando Cicero (1973)
- Oremus, Alleluia e Così Sia, regia di Alfio Caltabiano (1973)
- Number One, regia di Gianni Buffardi (1973)
- Non si deve profanare il sonno dei morti, regia di Jorge Grau (1974)
- Zanna Bianca alla riscossa, regia di Tonino Ricci (1974)
- L'arbitro, regia di Luigi Filippo D'Amico (1974)
- Il domestico, regia di Luigi Filippo D'Amico (1974)
- Il gatto mammone, regia di Nando Cicero (1975)
- Spogliamoci così, senza pudor..., regia di Sergio Martino (1976)
- Dove vai in vacanza?, regia di Mauro Bolognini, Luciano Salce e Alberto Sordi (1978)
- Quel maledetto treno blindato, regia di Enzo G. Castellari (1978)
- Fico d'India, regia di Steno (1980)
- Il ficcanaso, regia di Bruno Corbucci (1981)
- Sbirulino, regia di Flavio Mogherini (1982)
- Pigmalione 88, regia di Flavio Mogherini (1988)

### Televisione
- Diciottanni - Versilia 1966 – serie TV (1988)